# Rue du Chevaleret
 (mars 2011).
Si vous disposez d'ouvrages ou d'articles de référence ou si vous connaissez des sites web de qualité traitant du thème abordé ici, merci de compléter l'article en donnant les références utiles à sa vérifiabilité et en les liant à la section « Notes et références ».

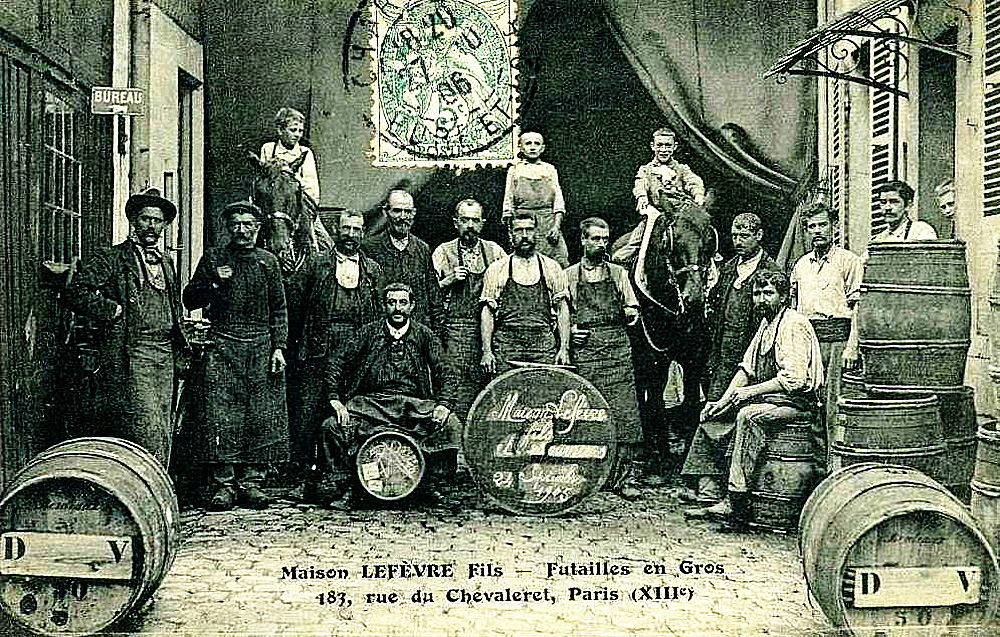
Maison Lefèvre Fils, atelier d'un artisan tonnelier, no 183 rue du Chevaleret, photographié en 1905.

La rue du Chevaleret est une voie située dans le quartier de la Gare du 13e arrondissement de Paris.

## Situation et accès

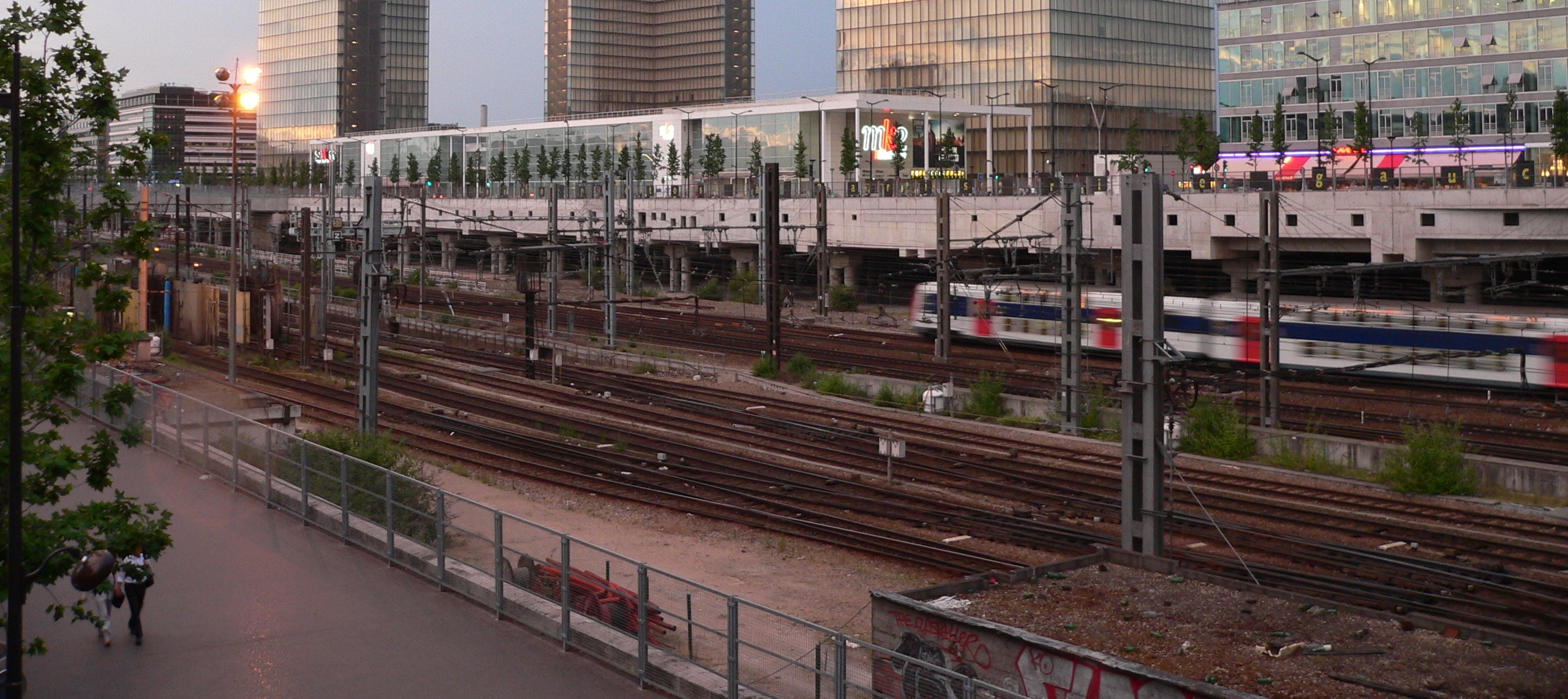
Voies ferrées en bordure de la rue du Chevaleret, en 2008.

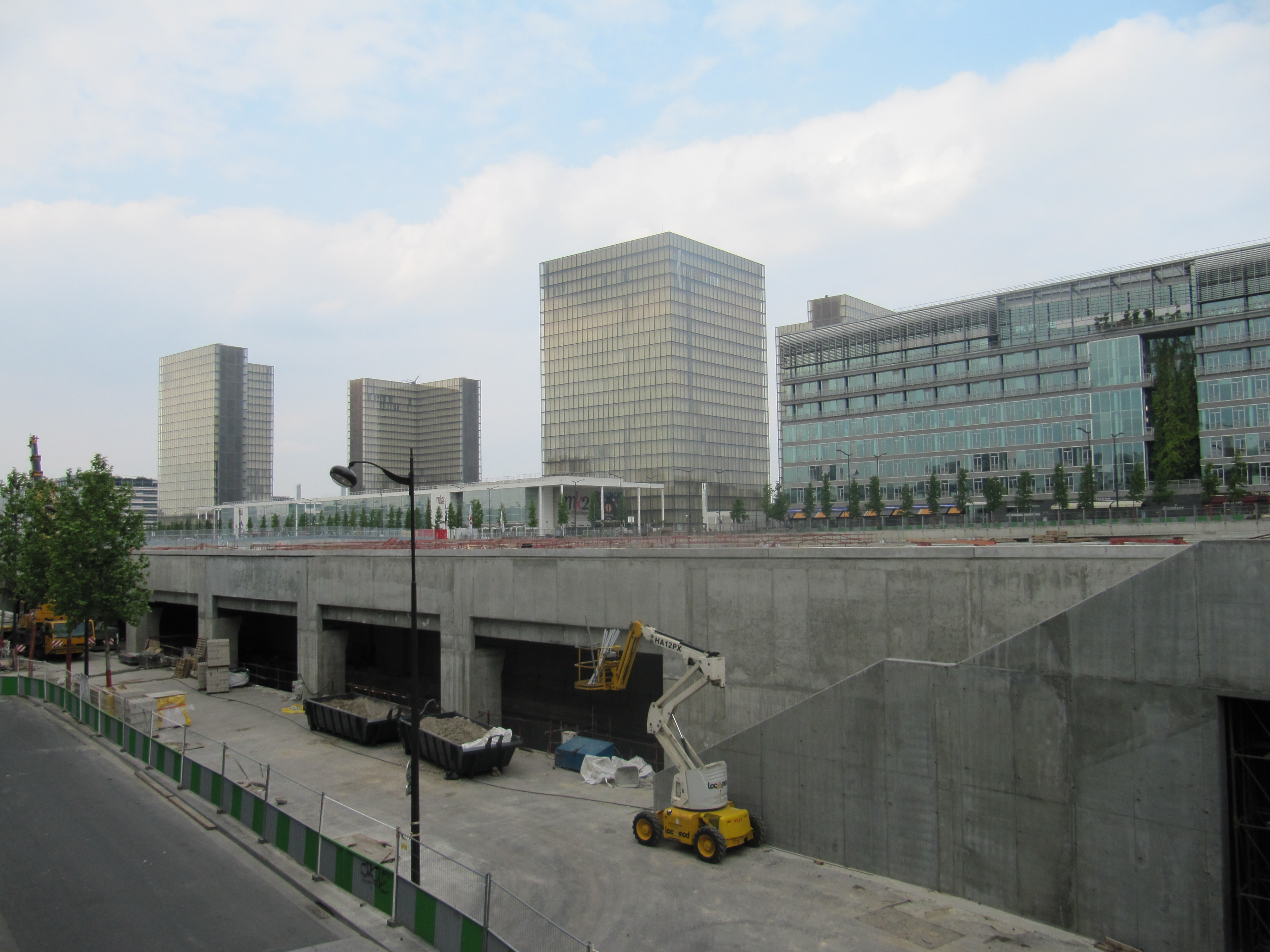
Couvrement des voies ferrées, en 2010.

Disposant d'un accès en transports en commun très aisé grâce aux stations Chevaleret de la ligne 6 et Bibliothèque François-Mitterrand de la ligne 14 et de la ligne C du RER et avenue de France de la ligne 3a du tramway d'Île-de-France la rue souffre cependant d'un certain isolement, notamment à cause de la présence des voies ferrées menant à la gare d'Austerlitz qui la bordent sur la plus grande partie de sa longueur, et de la configuration topographique des lieux.
En effet, elle se trouve au pied d'une dénivellation naturelle du sol, descendant de la rue de Patay. De plus, l'importante rue de Tolbiac se contente de la traverser par un viaduc et le passage d'une rue à l'autre ne s'effectue qu'au moyen de deux escaliers situés de part et d'autre de ce viaduc.
Cet isolement est amené à s'estomper grâce au développement de la zone d'aménagement concerté ZAC Paris-Rive-Gauche, qui, à terme, recouvrira les voies ferrées d'une dalle qui permettra une liaison directe avec le nouveau quartier Paris Rive Gauche.

## Origine du nom
Elle tient son nom d'un lieu-dit de la commune d'Ivry-sur-Seine où elle était située autrefois.

## Historique

### Avant leXIXesiècle
Peu d'informations sont disponibles quant à l'histoire ancienne de la rue du Chevaleret. Jusqu'à ce que Paris étende ses limites jusqu'au 13e arrondissement en 1860, les terres sur lesquelles se trouvait l'actuelle rue du Chevaleret dépendaient de la commune toute proche d'Ivry-sur-Seine, qui s'étendait alors jusqu'au boulevard Vincent-Auriol (nommé « boulevard de la Gare » jusqu'en 1971).
Jusqu'à l'urbanisation complète du quartier, au XIXe siècle, le secteur était couvert d'exploitations agricoles si l'on se réfère aux cartes de Paris remontant au XVIe siècle. Étant situés au même niveau que les berges de la Seine, ces terrains étaient propices à la culture maraîchère et à la vigne, renommée au Moyen Âge, mais souvent soumis aux crues. Enfin, le secteur environnant était truffé de carrières, exploitées depuis le XVIIe siècle. Les carriers seront les premiers habitants de la rue du Chevaleret. Il faut enfin signaler, depuis le XVIIe siècle au plus tard, la présence de la « croix Jarry » au niveau de l'actuel croisement entre la rue du Chevaleret et la rue Watt. Cette croix aurait commémoré l'assassinat en ce lieu d'un certain Jarry.
Il est certain qu'un chemin vicinal empruntait le tracé de l'actuelle rue. On fait référence à un chemin dit « du Chevaleret » en 1670. L'étymologie reste obscure. Deux options sont le plus souvent retenues : ce nom proviendrait du nom du propriétaire des terres ou bien de la nature du petit chemin vicinal qui traversait les vignes, et qui ne permettait que le passage d'un cheval de front. Cette seconde hypothèse semble cependant peu crédible : une famille du nom de Chevaleret (éteinte depuis le milieu du XXe siècle) a en effet vécu à Ivry-sur-Seine. L'origine de ce patronyme peut effectivement prêter à confusion : au Moyen Âge, « chevaleret » pouvait désigner un chevalier de condition modeste ou une personne de son entourage, notamment un écuyer.
Toujours est-il que le chemin du Chevaleret prend son origine dans le faubourg Saint-Victor. Le chemin suivait à l'époque un petit canal reliant la Bièvre à l'abbaye Saint-Victor. L'établissement du Jardin du roi et de la Salpêtrière firent disparaître cette portion du chemin, qui reliait à l'origine l'abbaye à Ivry-sur-Seine.
L'existence du chemin est attestée sur le plan de Roussel en 1730. Avec le mur des Fermiers généraux, l'agglomération parisienne se rapprocha du secteur, avec la barrière d'Italie et de la Gare, mais le secteur demeurait encore le domaine quasi-exclusif des carriers et paysans.

### XIXesiècle
Avec l'industrialisation, la rue du Chevaleret devient « […] un corps vif, lardé de cicatrices de toutes les générations, violent et doux en profondeur, toutefois mobile et vigilant, tissé d'invisibles fables […] ».
À partir des années 1850, l'urbanisation de la rue débuta effectivement en parallèle avec le développement très rapide du trafic ferroviaire provenant de la gare d'Austerlitz voisine. Au fur et à mesure que la Compagnie du chemin de fer de Paris à Orléans acquiert des terrains le long de la rue et y installe dès 1839 un dépôt de locomotives, la rue commence à se peupler.
Tout comme le reste de l'est du 13e arrondissement, la rue du Chevaleret regroupait de nombreux ouvriers : l'urbanisation tardive de ce secteur a permis l'installation d'industries, d'ateliers et d'entrepôts qui ne pouvaient trouver leur place dans le centre historique de Paris, déjà surpeuplé. La proximité des moyens de transports (chemin de fer, port fluvial de Bercy, ligne de Petite Ceinture) permettait un approvisionnement et une expédition aisés. En outre, de nombreux ouvriers habitant rue du Chevaleret travaillaient aux ateliers de la gare d'Austerlitz (situés du côté impair de la rue) et aux usines Panhard et Say toutes proches.
En 1860, l'Œuvre de Saint-Casimir, établissement caritatif pour des ressortissants polonais, s'établissait dans la rue (voir ci-dessous, au no 119).

### XXesiècle

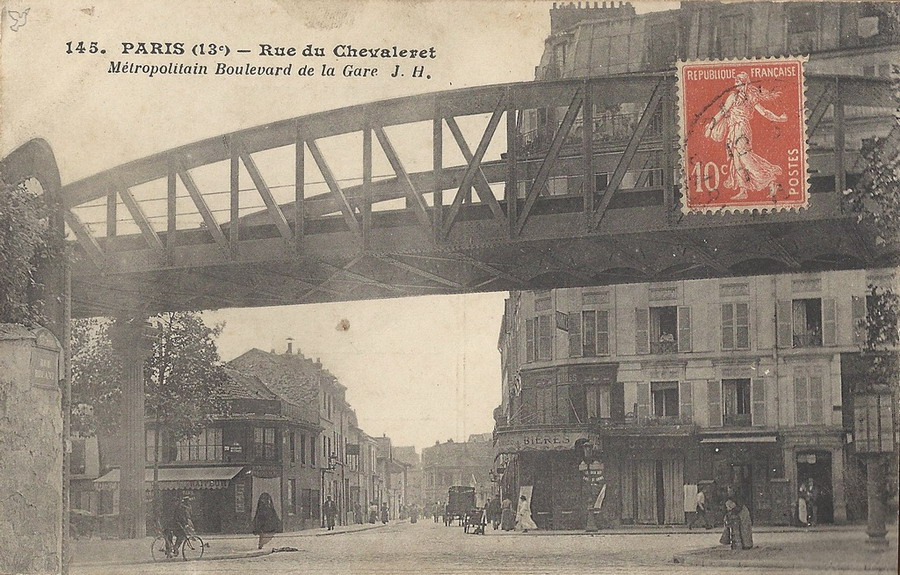
Rue du Chevaleret vue depuis le boulevard Vincent-Auriol vers 1900.

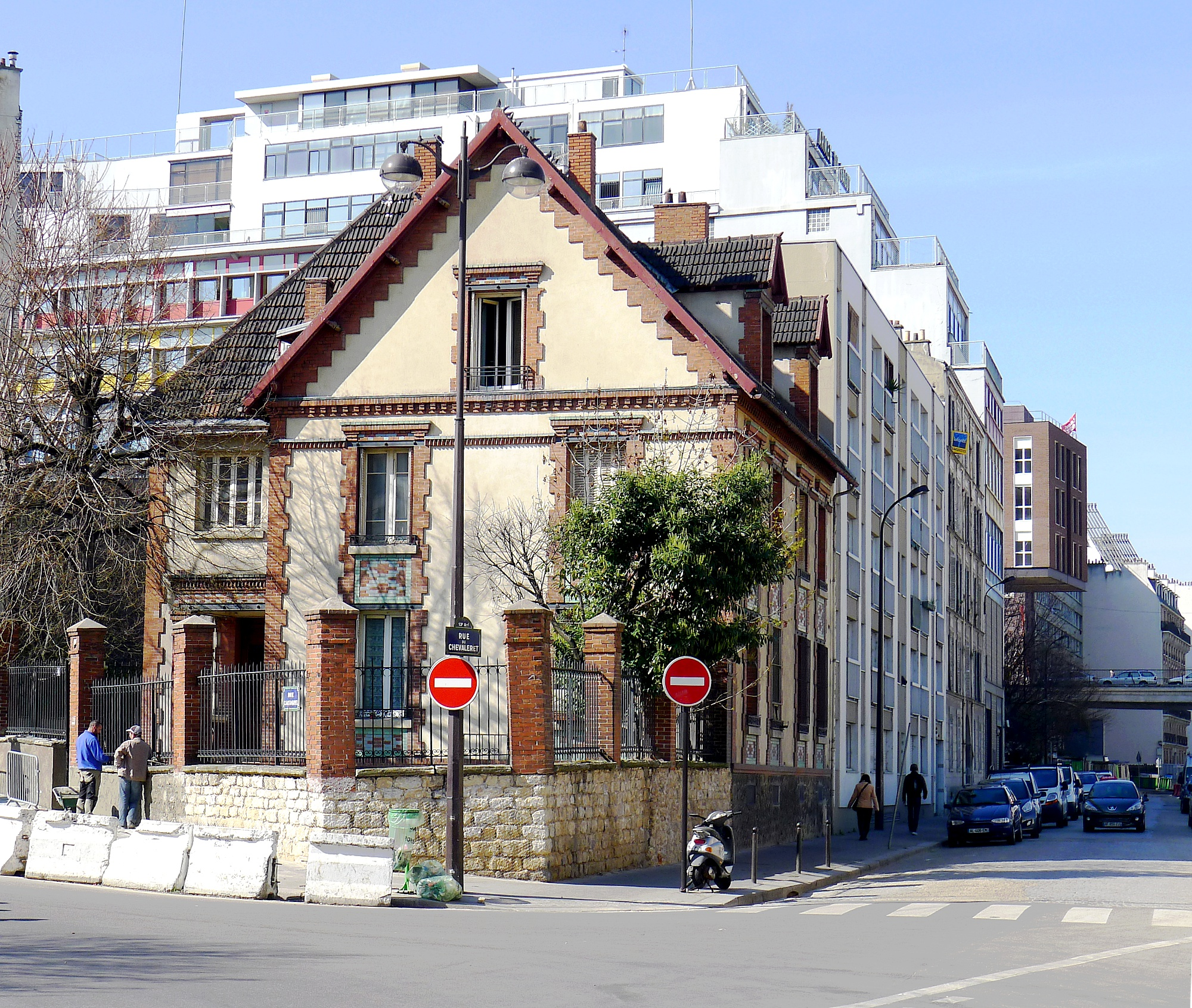
Pavillon des années 1920, au no 25 rue du Chevaleret, à l'angle de la rue Cantagrel (à gauche), en 2011.

Durant la Belle Époque, le quartier est soumis à la délinquance juvénile des apaches, rendant la fréquentation de cette rue encaissée et isolée particulièrement dangereuse.
À la fin des années 1920, à la  suite de l'électrification de la ligne Paris-Orléans-Vierzon en 1926 et du démantèlement de l'enceinte fortifiée, la Compagnie Paris-Orléans déplace son dépôt ferroviaire et ses ateliers de la rue du Chevaleret à Ivry (actuellement technicentre Paris-Austerlitz). L'espace dégagé est cependant utilisé pour des installations ferroviaires qui ne disparaitront qu'à la fin du XXe siècle.
Symbole du caractère modeste du quartier : en 1934, l'Armée du salut fait construire un foyer par Le Corbusier, qui existe toujours au no 37. Durant la drôle de guerre, Joséphine Baker y accomplit le rôle d'infirmière pilote des Services sanitaires (IPSA), le foyer pour sans-abris étant transformé en lieu d'accueil pour les réfugiés de l'exode de 1940.
Les industries quittant progressivement Paris à partir des années 1950, un nouveau type de population de travailleurs non-ouvriers et immigrés s'y est implanté, rendant la rue plus calme, mais souvent citée dans les rubriques des faits divers.
Léo Malet, en y situant l'action d'un de ses romans de la série Nestor Burma, Brouillard au pont de Tolbiac, au milieu des années 1950, rend très bien l'atmosphère du quartier d'alors. Jacques Tardi adaptera d'ailleurs ce roman sous forme de BD.
La rue du Chevaleret ne perdra cette réputation de dangerosité qu'à la fin des années 1990, grâce au renouveau du quartier, impulsé par deux projets distincts qui furent réalisés d'une part sur la friche urbaine précédemment exploitée par la SNCF située au-delà des voies de chemin de fer qui bordent la rue et d'autre part au-dessus de ces mêmes voies ferrées. Le premier fut le « grand projet » de l'État lancé en 1989, sous la présidence de François Mitterrand par un concours pour la construction d'une nouvelle Bibliothèque nationale de France (site Tolbiac), cette dernière ayant été achevée en 1995 après trois années de travaux, et mise en service en 1995. Le second fut le projet d'aménagement urbain Paris Rive Gauche initié par la Mairie de Paris sous le mandat du maire Jacques Chirac et approuvé par le Conseil de Paris en 1991. De nouveaux bâtiments avec des appartements, bureaux, magasins et restaurants ont depuis été construits, témoignant d'un procès de gentrification.

### Début duXXIesiècle

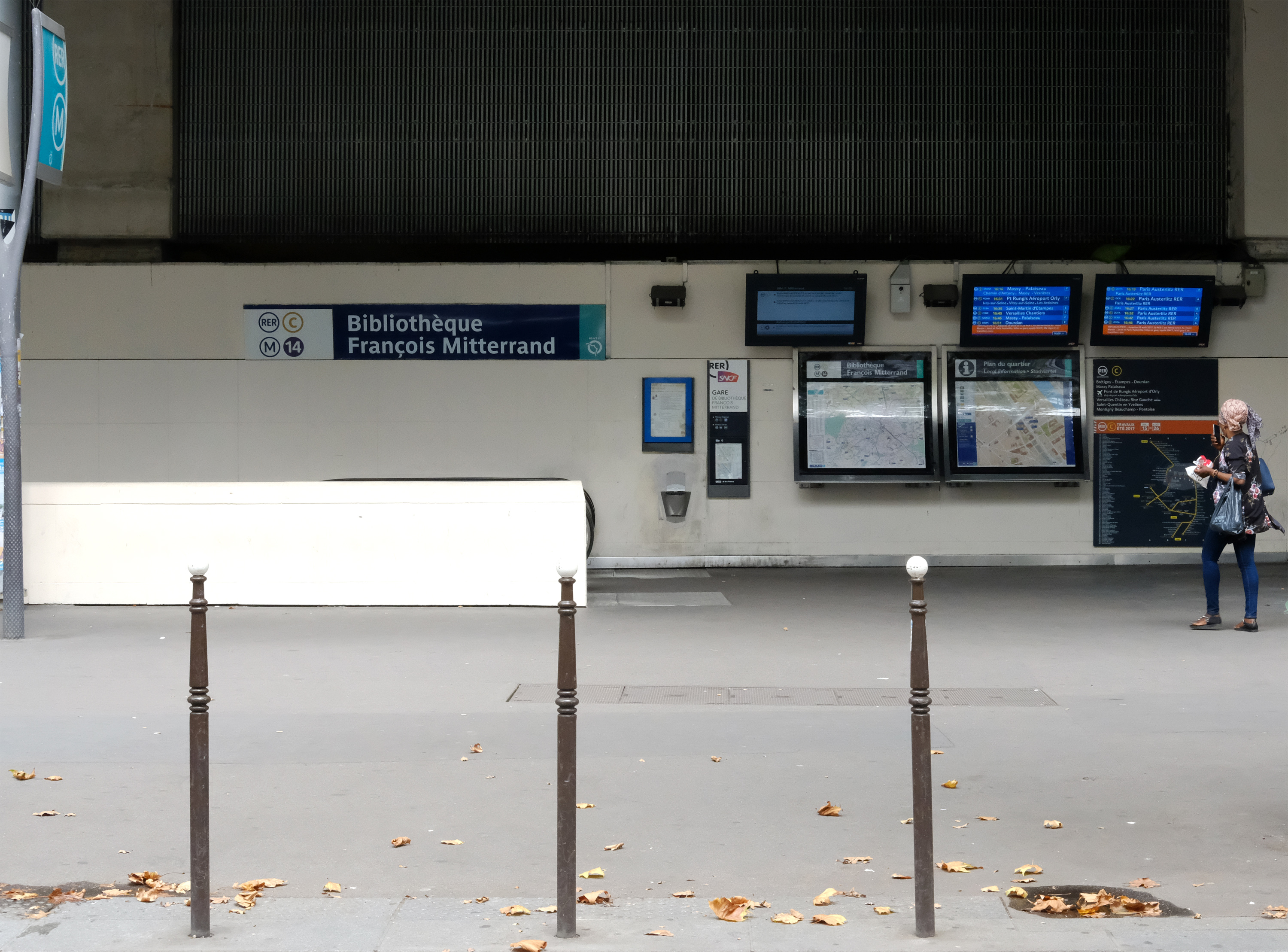
Entrée de la station de métro Bibliothèque François-Mitterrand.

Ces grands projets ont donné un nouveau souffle à la rue. Même si elle souffre encore de son relatif isolement en raison de son encaissement et de la voie ferrée qui la borde, de nombreux travaux de voirie ont été effectués, l'arrivée de la ligne 14 du métro de Paris y permet une circulation plus aisée. La rupture entre le quartier nouveau Paris Rive Gauche et ce quartier ancien est en passe de disparaître, avec le futur recouvrement de la ligne de chemin de fer par une dalle de béton sur laquelle sera construit un ensemble combinant logements, équipements publics, parcs et bureaux, tout en intégrant la halle Freyssinet, symbole du passé industriel du quartier.
Aujourd'hui, la rue du Chevaleret est une des rares voies parisiennes à être franchie par deux rues en surplomb, ici les rues de Tolbiac et des Grands-Moulins.

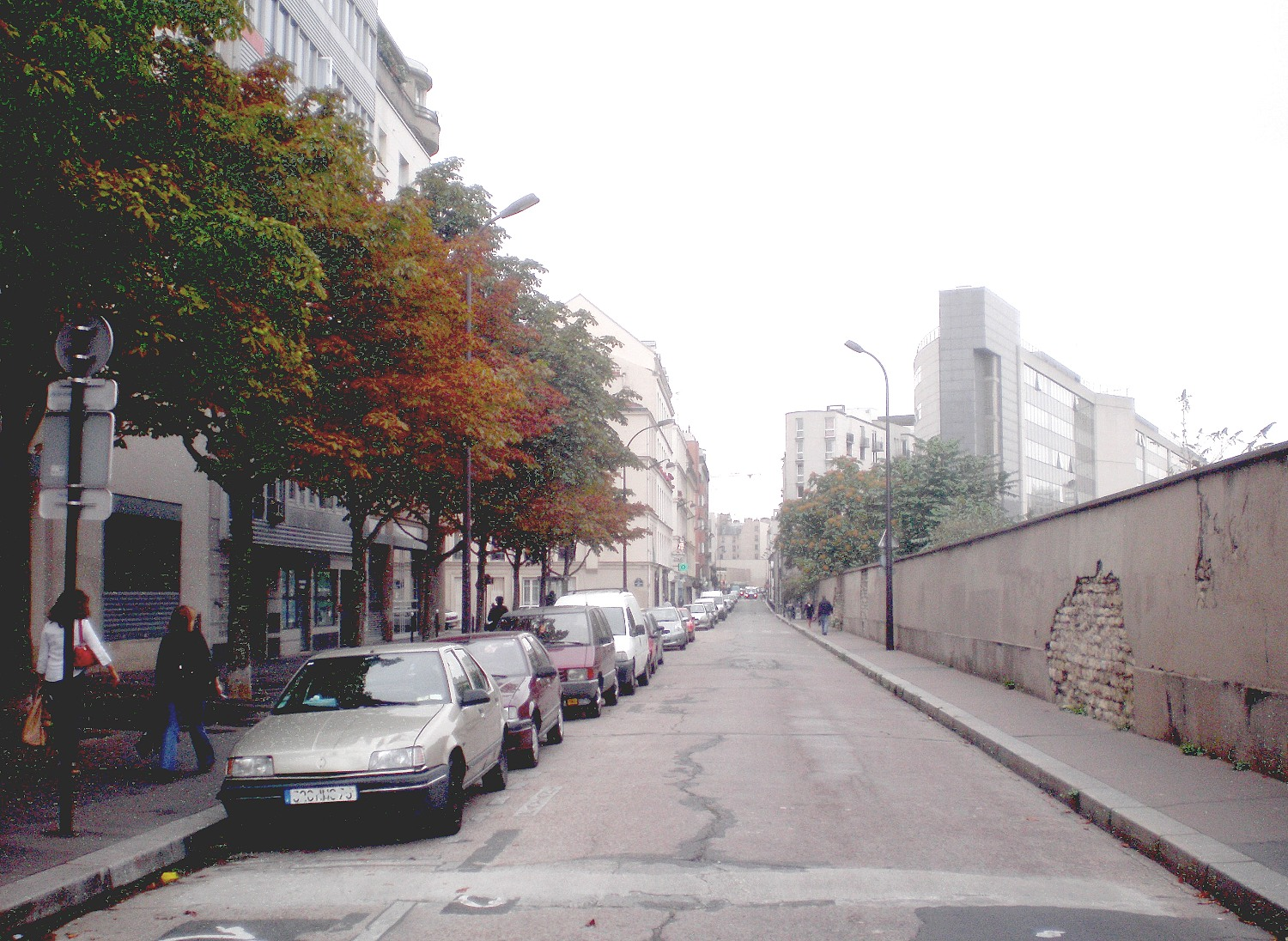
Vue de la rue en 2008.
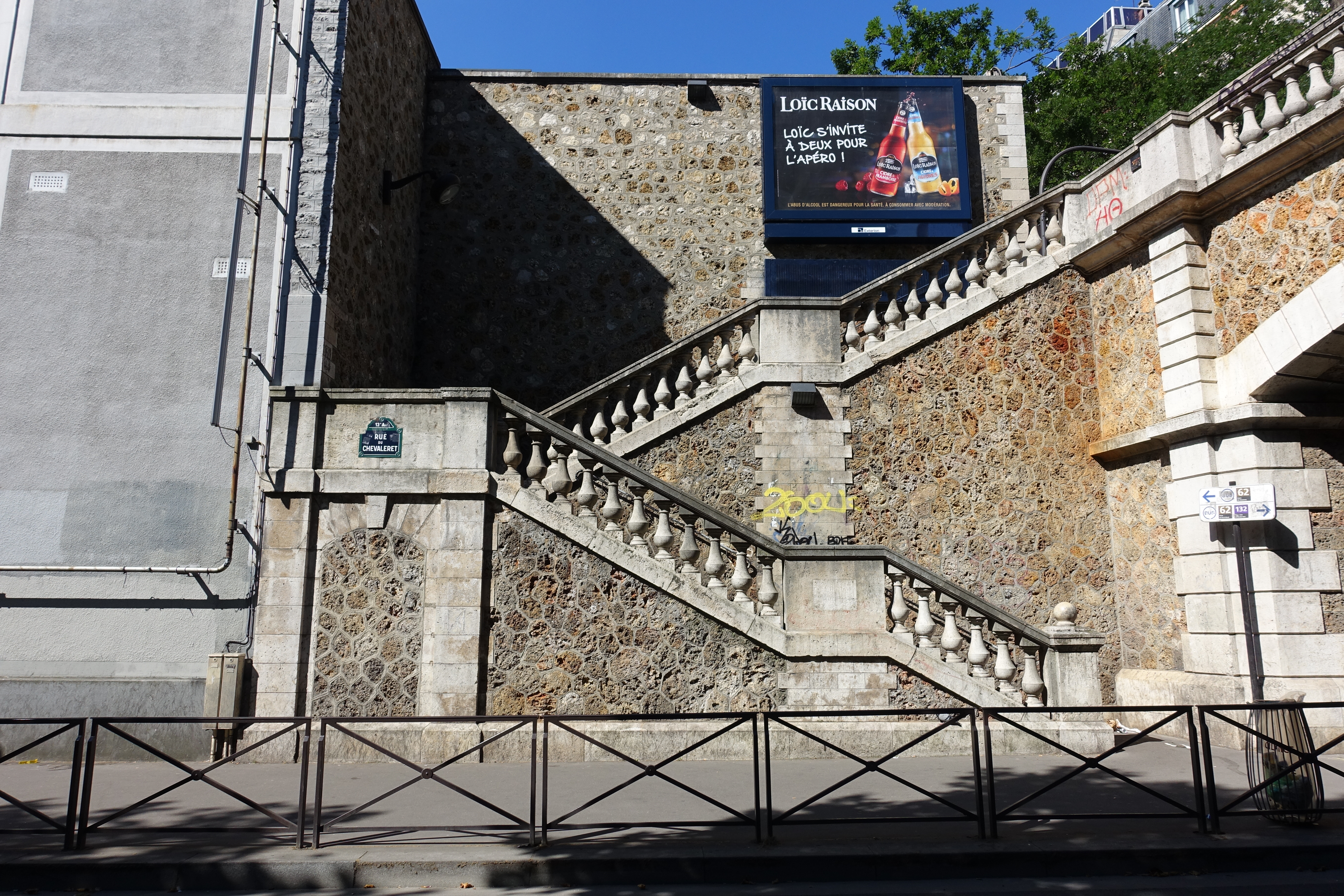
Accès à la rue de Tolbiac.
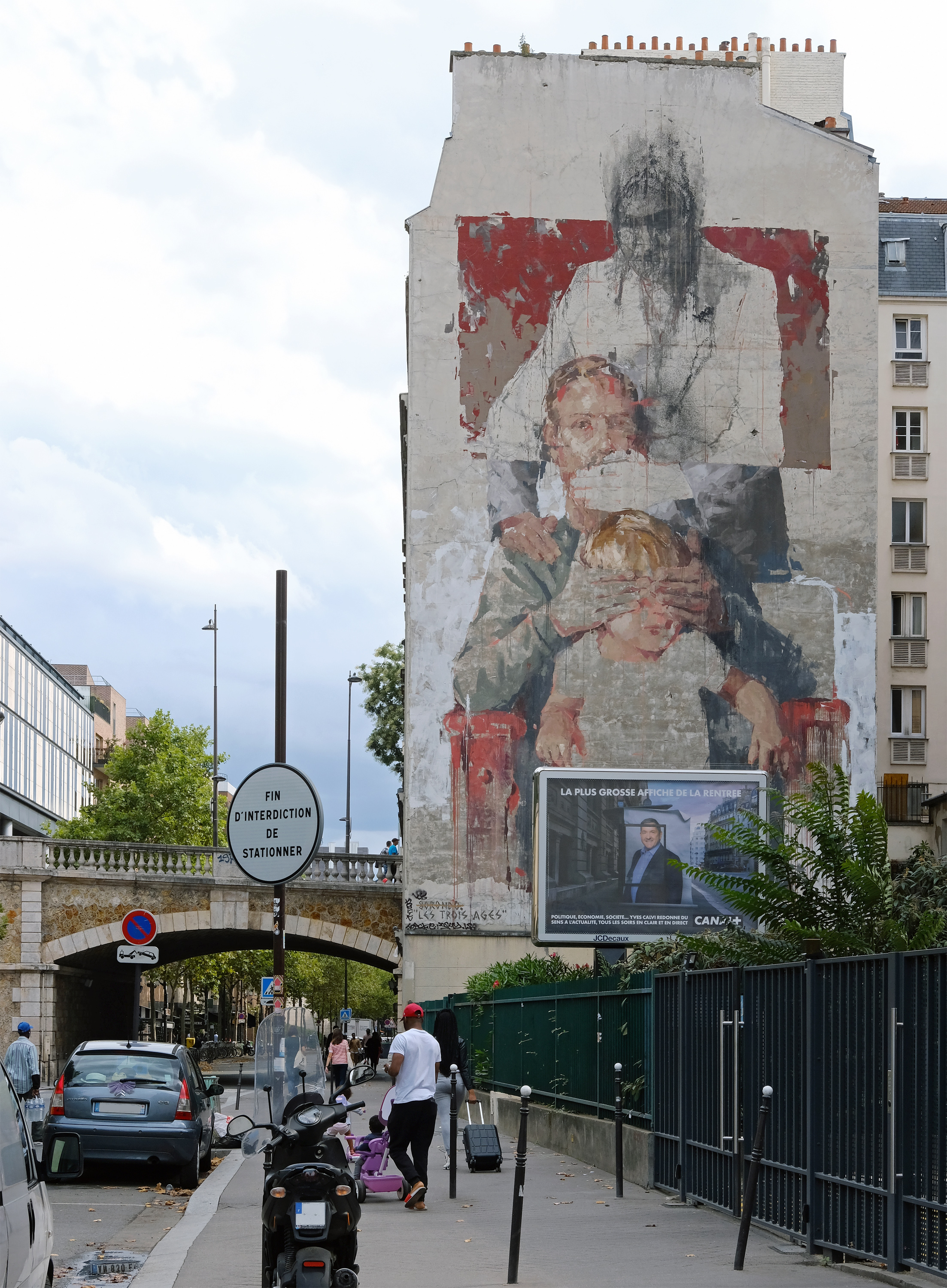
Franchissement de la rue par celle de Tolbiac (arche subsistante du viaduc de Tolbiac) ; à droite, la fresque Les trois âges de Conzalo Borondo réalisée en 2014.
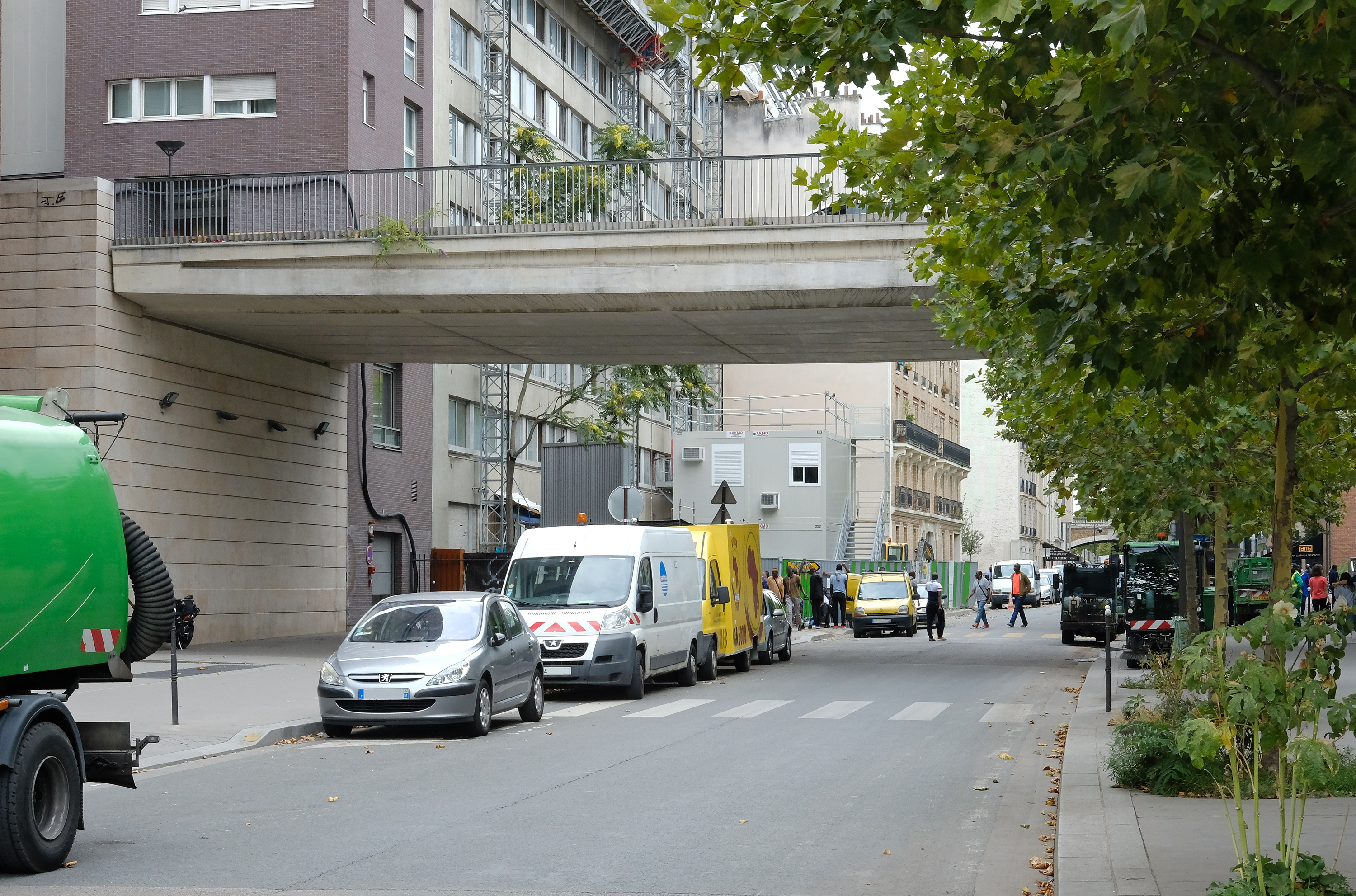
Franchissement de la rue par celle des Grands-Moulins (2017).

## Bâtiments remarquables et lieux de mémoire

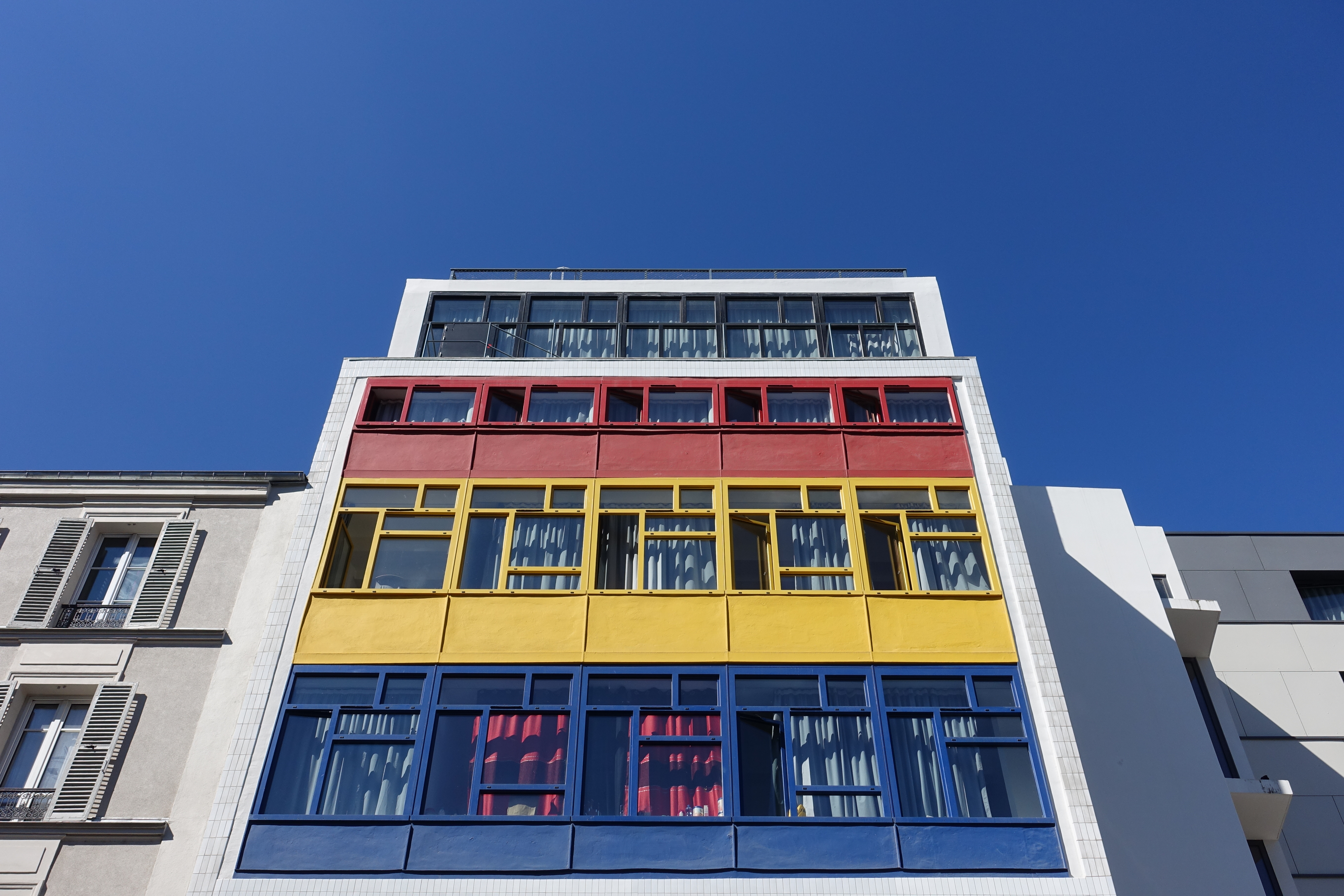
No 37 (en 2016).

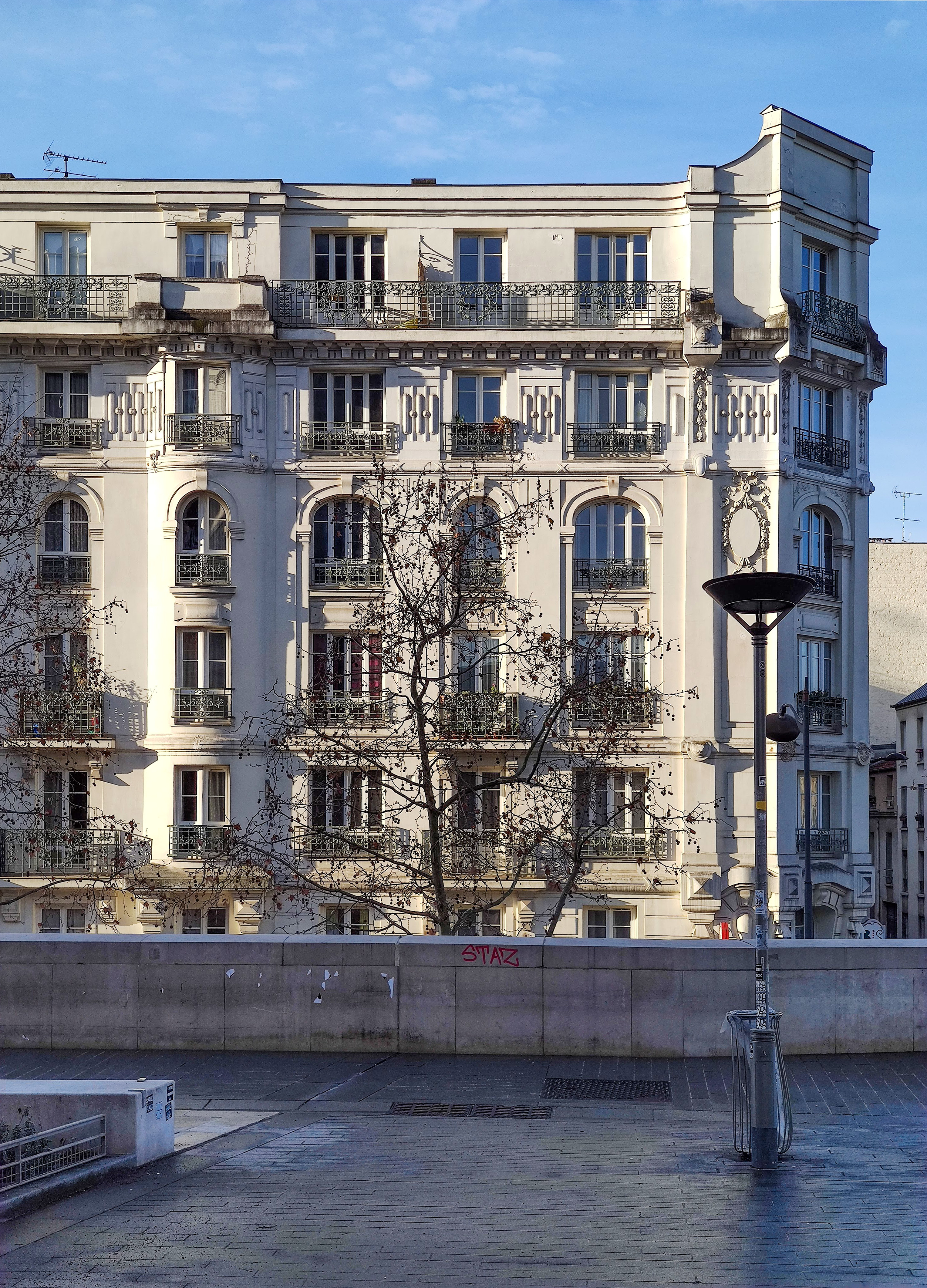
No 107 (en 2021).

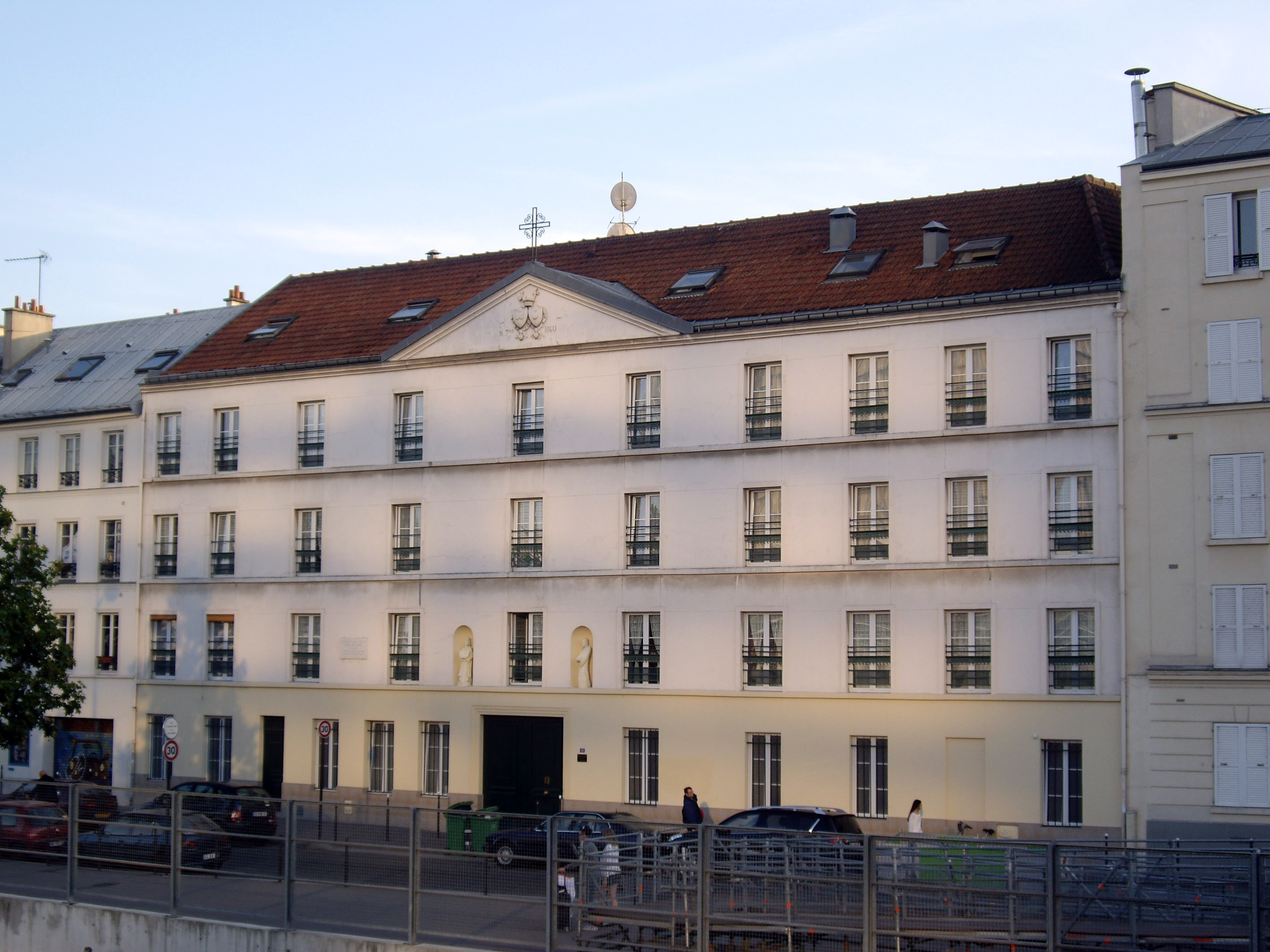
No 119 : l'Œuvre de Saint-Casimir.

- En 2000, plusieurs galeries d'art contemporain[Lesquels ?] se sont installées dans la rue et à proximité (notamment dans la rue Louise-Weiss). Il en existe une quinzaine actuellement[Quand ?].
- No 30 : le Théâtre 13/Seine, salle de 224 places créée et financée par la ville de Paris, jumelée avec le Théâtre 13/Jardin du boulevard Auguste-Blanqui, les deux salles ayant la même direction sous le nom de Théâtre 13 avec pour slogan « Une saison, un théâtre, deux lieux[4],[5] ». Cette nouvelle salle a ouvert le 25 novembre 2011[6].
- No 37 et no 12 rue Cantagrel :  la cité-refuge de l'Armée du salut, construite en 1935, est l'un des rares bâtiments de l'architecte Le Corbusier à Paris.
- No 45 : le bâtiment situé à l'angle de la rue des Grands-Moulins, qui franchit ici la rue du Chevaleret sur un pont, abrite depuis son inauguration en 2011 le Pôle des langues et civilisations du monde où ont été regroupés tous les anciens centres de l'Institut national des langues et civilisations orientales (INALCO), et la Bibliothèque universitaire des langues et civilisations (BULAC). L'entrée est située au no 65 de la rue des Grands-Moulins. À partir de la rue du Chevaleret, elle est accessible aux piétons par des escaliers.
- No 119 : Œuvre de Saint-Casimir, maison de repos construite en 1860 et entretenue par des sœurs polonaises de l'ordre des Sœurs de la Charité pour assurer un accueil à la noblesse polonaise, ayant fui la Pologne à la suite de la révolution de 1830 (la Grande Émigration). Une plaque rappelle que le poète, peintre et dramaturge polonais Cyprian Kamil Norwid (1821-1883) y vécut de 1877 jusqu'à sa mort, survenue le 23 mai 1883.(48° 49′ 53″ N, 2° 22′ 23″ E)
- No 123 : René Belbenoît, bagnard français emprisonné à l'île du Diable en Guyane et évadé, y est né[7].
- No 140 : Collège international de philosophie.
- No 142 : Centre de recherche pour l'étude et l'observation des conditions de vie (CRÉDOC).